# Ceres (Sudafrica)
Ceres è un centro abitato del Sudafrica, situato nella provincia del Capo Occidentale.